# شبص أوروبي
يُعتبر سمك الشبص الأوروبي أو القاروس البحري الأوروبي، (الاسم العلمي : Dicentrarchus labrax أو Morone labrax)، كما ويعرف بالإسم المتداول لبراك هو نوع من الأسماك المتواجدة في مياه المحيطات بشكل رئيسي، يرتاد أحيانًا الماء المسوس والماء العذب. ويُطلق على هذا النوع أيضًا من الأسماك اسم سمك الداس النهري الصغير.
مع النظر إليه بشكل كبير على أنه سمك طعام، فإنه يتم تسويقه في أغلب الأحيان على أنه قاروس البحر الأبيض المتوسط أو برونزيني  (bronzini)، أو برانزيني (branzini) (يُطلق اسم برانزينو (branzino) على هذه السمكة في شمال إيطاليا، واسم برانزيني هو الصيغة الجمعية للاسم السالف ذكره؛ وفي أجزاءٍ أخرى من إيطاليا تُسمى سبيجولا (spigola) أو رانيو (ragno). أما في إسبانيا، ونظرًا لرواجه الشديد فإنه يتم تربيته، ويُسمى سمك lubina أو róbalo، ويُسمى في فرنسا بـ bar commun على طول ساحل الأطلنطي، أما على طول ساحل المتوسط فيُسمى loup de mer.
أما في اليونان، فإن الاسم العامي الدارج لهذه السمكة، بالإضافة إلى النوع المرقط، قاروس مرقط (الاسم العلمي : Dicentrarchus punctatus هو lavraki (λαβράκι). وفي المطبخ اليوناني، يمكن إعداد هذا السمك بعدة طرق متنوعة (على سبيل المثال، عن طريق الشوي وعلى البخار في أوراق البرشمان) وغالبًا ما يُعتبر هذا طعامًا شهيًا. ويستخدم الصحفيون اليونانيون نفس الكلمة (lavraki) كإشارةٍ إلى الأهمية البالغة للأخبار الحصرية عندما يحصلون عليها، وهذه الكلمة هي مصطلح ثقافي يرمز إلى الحظ السعيد للصائد بالصنارة عندما يصطاد مثل هذه السمكة.

## دراسة
وفي السنوات الأخيرة في بريطانيا كانت هناك مناقشة حامية حول أصل كلمة القاروس. كانت الكلمة التقليدية هي سمكة ولكن تم تغييرها طبقًا للانتشار الواسع لبرامج الطهي التي ظهرت مؤخرًا والتوسع في مجال المطاعم وكلتاهما اعتمدا لفظ «القاروس».[بحاجة لمصدر] وفي الجزر البريطانية لا يوجد سوى نوع واحد من السمك وبالتالي تعبير القاروس على الأرجح غير ضروري، مع أن السمك البحري ذا الفم الكبير (أو الأسود) الأصلي في أمريكا الشمالية فإنه يتم تخزينها على نطاقٍ واسع في جنوب أوروبا حيث يقوم السكان بتربيتها في البحيرات والأنهار في جنوب غرب فرنسا. وبالتالي، فإن التمييز متاح داخل السياق الأوروبي.

## مصطلحات
ينتمي السمك البحري الأوروبي لعائلةٍ قاروصيات (سمك معتدل المناخ). إن اسم Dicentrarchus يرجع إلى وجود اثنتين من الزعانف الظهرية. وتمتلك هذه السمكة جانبين من الفضة وبطنًا أبيض. وتحتوى الأسماك الصغيرة على بقعٍ سوداءٍ على الظهر والجانبين وهي الميزة التي قد تخلق الالتباس مع القاروس المرقط (الاسم العلمي : Dicentrarchus punctatus)(سمك القاروس المنقط). إن أوصاد مسننة ودائرية. يمكن أن تنمو طولها الإجمالي أكثر من 1 متر(3.3 قدم) ويصل الوزن إلى 15 كجم.

## التوزيع والموطن
تشمل أماكن المعيشة المصبّات، البرك، المياه الساحلية، والأنهار. تتواجد هذه الأسماك في المياه وجميع أنحاء أوروبا بما في ذلك شرق المحيط الأطلسي (من النرويج إلى السنغال)، البحر الأبيض المتوسط، والبحر الأسود.

## النظام الغذائي والسلوك
هذا النوع من الأسماك يصطاد غذائه في أوقات الليل في معظم الأحيان، حيث يتغذى على الأسماك الصغيرة حجما، وعلى الأنواع من كثيرات الأشعار، وغمديات، وقشريات.

## تربية الأحياء المائية وتأثير الإنسان
تتعرض هذه الأسماك إلى ضغطٍ متزايد بسبب الصيد التجاري وقد أصبحت هذه الأسماك محل اهتمام المملكة المتحدة حيث يقومون حفظ من الصيادين الباحثين عن الرفاهية. أما في إيطاليا فالسمك البحري يتم تربيته في المياه المالحة.
بالنسبة لجمهورية أيرلندا فهناك قوانين صارمة حيال السمك البحري. يحظر جميع عمليات الصيد التجاري لأنواع الأسماك; وهناك العديد من القيود في المكان المخصص للصيادين الباحثين عن الترفيه حيث يتواجد موسم محدد من 15 مايو إلى –  15 يونيو من كل عام حيث لا يقل حجم السمكة التي يتم اصطيادها عن 400 مم، ويحمل الصياد حقيبة لا تسع أكثر من سمكتين في اليوم الواحد.

### الزراعة
كان القاروس الأوروبي من أول أنواع الأسماك التي يتم زراعتها تجاريًا بعد سمك السلمون في أوروبا. البلدان الأكثر أهمية في زراعة الأسماك هي اليونان، تركيا، إيطاليا، إسبانيا، كرواتيا، ومصر. يبلغ الإنتاج السنوي 60000 طن وفي تزايدٍ سريع.